# Metaloricaria
Metaloricaria is een geslacht van straalvinnige vissensoort uit de familie van de harnasmeervallen (Loricariidae).

## Soorten
- Metaloricaria nijsseni (Boeseman, 1976)
- Metaloricaria paucidens Isbrücker, 1975